# Medalla Bodley
La Medalla Bodley es un premio que otorga la Biblioteca Bodleiana de la Universidad de Oxford a personas que hayan hecho "contribuciones relevantes...en los campos de la comunicación y literatura" y que hayan contribuido al objetivo de la biblioteca de continuar "la visión de su fundador, Sir Thomas Bodley, de ser una biblioteca no sólo de la Universidad de Oxford, sino de todo el mundo".

## Descripción de la Medalla
La medalla muestra el perfil derecho de Thomas Bodley acompañado por la inscripción en latín 'TH BODLY EQ AVR PVBL BIBLIOTH OXON FVNDATOR', que significa 'Sir Thomas Bodley, Fundador de la biblioteca pública de Oxford'. El reverso reza 'R P LITERARIAE AETERNITAS', que significa 'La eternidad de la República de las Letras'. Muestra una figura femenina, que probablemente representa a la República de las Letras, sujetando una cabeza en cada mano. La medalla lleva la firma 'Warin' en el anverso.

## Premiados
| Año  | Nombre |
| ---- | --- |
| 2016 | Profesor Mary Beard, (classicist) Dame Maggie Smith (actress)                                                                                        |
| 2015 | Sir David Attenborough (naturalist) Stephen Hawking (theoretical physicist) Jim Eyre (architect) Sir Nicholas Hytner (theatre and film director)     |
| 2014 | Ian McEwan (author) |
| 2013 | Hilary Mantel (author) |
| 2012 | Peter Carey (author) |
| 2008 | Alan Bennett (author and actor) |
| 2005 | Carl Pforzheimer III (businessman and philanthropist) Helmut Friedlaender (businessman and philanthropist) William Scheide (scholar)                 |
| 2004 | Lord Richard Attenborough (film director) Professor Seamus Heaney (poet) Sir Thomas Stoppard (playwright and screen writer)                          |
| 2003 | Pat Mitchell (President & CEO of Public Broadcasting Service) Dr. Oliver Sacks (physician and writer) Dr. John Warnock (Co-founder of Adobe Systems) |
| 2002 | Sir Tim Berners-Lee (inventor of the World Wide Web) Baroness P. D. James (novelist) Sir Rupert Murdoch (Chairman of the News Corporation)           |